# NGC 6673
NGC 6673 est une galaxie lenticulaire relativement rapprochée et située dans la constellation du Paon. Sa vitesse par rapport au fond diffus cosmologique est de 1 143 ± 10 km/s, ce qui correspond à une distance de Hubble de 16,9 ± 1,2 Mpc (∼55,1 millions d'al). NGC 6673 a été découverte par l'astronome britannique John Herschel en 1834.
À ce jour, cinq mesures non basées sur le décalage vers le rouge (redshift) donnent une distance égale à 12,980 ± 2,083 Mpc (∼42,3 millions d'al), ce qui est à tout juste à  l'extérieur des valeurs de la distance de Hubble. Cependant, comme cette galaxie est relativement rapprochée du Groupe local, cette valeur est peut-être plus près de sa distance réelle. Notons que c'est avec la valeur moyenne des mesures indépendantes, lorsqu'elles existent, que la base de données NASA/IPAC calcule le diamètre d'une galaxie.